# رستم سعیدوف
رستم سعیدوف (انگلیسی: Rustam Saidov؛ زادهٔ ۶ فوریهٔ ۱۹۷۸) بوکسور اهل ازبکستان است.